# Gianni Lonzi
Gianni Lonzi (* 4. August 1938 in Florenz) ist ein ehemaliger italienischer Wasserballspieler.
Gianni Lonzi spielte im Verein für Rari Nantes Florenz, Rari Nantes Camogli und für Pro Recco, mit Pro Recco gewann er 1967 und 1968 den italienischen Meistertitel.
Als Spieler nahm Lonzi an drei olympischen Wasserballturnieren teil. 1960 gewann die italienische Mannschaft vor heimischem Publikum in Rom die Goldmedaille, Lonzi spielte in der Vorrunde nur in einem Spiel mit, war aber danach in allen Partien dabei. 1964 und 1968 belegte die italienische Mannschaft jeweils den vierten Platz. Lonzi erreichte insgesamt zwanzig Einsätze bei Olympischen Spielen.
In den 1970er Jahren war Lonzi Trainer der italienischen Nationalmannschaft, er führte die Mannschaft 1976 zur olympischen Silbermedaille und 1978 zum Titelgewinn bei der Weltmeisterschaft. 1977 und 1982 war er als Trainer am Gewinn der Junioreneuropameisterschaft beteiligt. Seit 1988 ist Lonzi stellvertretender Vorsitzender des Europäischen Wasserball-Komitees, seit 1996 ist er Vorsitzender der Technischen Kommission für Wasserball bei der FINA.
Lonzi ist verheiratet mit der Fechtolympiasiegerin Antonella Ragno-Lonzi. 2009 wurde er in die Ruhmeshalle des internationalen Schwimmsports aufgenommen.